# Шапада-Диамантина (национальный парк)
Шапада-Диамантина  (порт. Chapada diamantina) — национальный парк в штате Баия, Бразилия.
Шапада-Диамантина является одним из самых интересных природных парков Бразилии. Парк был создан в 1980-х годах. Для рельефа парка характерны холмы, горы, долины. Обладает богатой и разнообразной флорой и фауной, имеется широкое разнообразие рептилий, амфибий, птиц, насекомых и мелких млекопитающих. Парк открыт для посещения туристов.